# 1047
| Calendário gregoriano                                                        | 1047 MXLVII                                          |
| Ab urbe condita                                                              | 1800                                                 |
| Calendário arménio                                                           | 496 – 497                                            |
| Calendário bahá'í                                                            | -797 – -796                                          |
| Calendário budista                                                           | 1591                                                 |
| Calendário chinês                                                            | 3743 – 3744 Início a 29 de janeiro (aproximadamente) |
| Calendário copta                                                             | 763 – 764                                            |
| Calendário etíope                                                            | 1039 – 1040                                          |
| Calendários hindus - Vikram Samvat - Calendário nacional indiano - Cáli Iuga | 1102 – 1103 968 – 969 4147 – 4148                    |
| Calendário Holoceno                                                          | 11047                                                |
| Calendário islâmico                                                          | 438 – 439                                            |
| Calendário judaico                                                           | 4807 – 4808                                          |
| Calendário persa                                                             | 425 – 426                                            |
| Calendário rúnico                                                            | 1297                                                 |
| Calendário solar tailandês                                                   | 1590                                                 |

1047 (MXLVII, na numeração romana) foi um ano comum do século XI do Calendário Juliano, da Era de Cristo, e a sua letra dominical foi D (53 semanas), teve início a uma quinta-feira e terminou também a uma quinta-feira.
No território que viria a ser o reino de Portugal estava em vigor a Era de César que já contava 1085 anos.
| Ano completo                        |
| ----------------------------------- |
| Ano comum com início à quinta-feira |

## Eventos
- 25 a 28 de setembro — o rebelde bizantino Leão Tornício cerca Constantinopla.

## Mortes
- Ermigio Viegas, senhor de Ribadouro n. 1020.
- 9 de Outubro — Papa Clemente II.